# George Besson
Pour les articles homonymes, voir Besson.
George Besson (né Georges-François-Noël Besson à Saint-Claude le 25 décembre 1882 et mort à Paris le 20 juin 1971) est un critique d'art, un collectionneur d'art et un militant communiste français.

## Biographie
George Besson, fils d'un entrepreneur fabricant de pipes, s'installe à Paris en 1905 pour représenter et vendre les pipes de l'entreprise familiale. Il y rencontre Francis Jourdain, qui lui fait découvrir Kees van Dongen, Henri Matisse, Albert Marquet, Paul Signac, Auguste Renoir. En 1913, il devient directeur de collection pour Georges Crès ;  il y fonde Les Cahiers d'aujourd'hui.
Le 18 décembre 1917, Matisse fait de lui un portrait miniature à Marseille, Portrait de George Besson à lunettes. Quelques semaines plus tard, en janvier 1918, et à Nice cette fois, il en réalise un second simplement appelé Portrait de George Besson.
Ami du peintre Albert André, Besson fut membre du Parti communiste français. Il écrivit régulièrement dans L'Humanité et dans Les Lettres françaises. Photographe amateur, il est membre du Photo-club de Paris et participe de 1902 à 1908 aux expositions qu'il organise. 
Sans enfant, il constitue dans son appartement, une collection de tableaux, dont de nombreux portraits d'Adèle ou lui-même.

## Ses collections
La collection George et Adèle Besson est présentée à Paris, au musée du Louvre du 11 décembre 1964 au 8 février 1965, puis, du 3 juillet au 3 octobre 1965, au Musée des beaux-arts et d'archéologie de Besançon, cette seconde exposition présentant en plus, au regard de celle du Louvre, les œuvres d'artistes encore vivants figurant dans la collection : Bernard Lorjou, Yvonne Mottet, André Minaux, Michel Rodde, Robert Savary, André Cottavoz, Pierre Garcia-Fons. Son épouse Adèle étant décédée le 10 décembre 1964, avant l'inauguration de l'exposition du Louvre, George Besson épouse Jacqueline Bret-André (fille adoptive d'Albert André) peu avant sa mort en 1971, afin de lui permettre de surveiller ses donations.
En 1971, il fait don de sa collection d'art à l'État français au profit du musée de Besançon et du musée Albert-André de Bagnols-sur-Cèze. Il meurt peu après, le 20 juin 1971, en son domicile parisien 27, quai de Grenelle (15e arrondissement). Ses écrits et ses archives ont été versés aux Archives de la critique d'art en février 1999. Sa correspondance est conservée à la bibliothèque municipale de Besançon,.

### Iconographie
- Pierre Bonnard, Portrait, 1909, Musée des Beaux-Arts et d'Archéologie de Besançon[7].
- Henri Matisse, Portrait aux lunettes, 1917, huile sur toile, musée Albert-André de Bagnols-sur-Cèze[8]
- Henri Matisse, Portrait de George Besson, janvier 1918, huile sur bois, Musée des Beaux-Arts et d'Archéologie de Besançon[7].
- Paul Signac, La Voile jaune[9].

## Expositions
- 1986 : Dessins et estampes de la collection George et Adèle Besson, Musée des beaux-arts et d'archéologie, Besançon[10].
- 2005 : Générosités. Donation Jacqueline Besson. Lettres de Signac, Bonnard, Matisse... à George Besson, Musée des beaux-arts et d'archéologie, Besançon[5].

## Distinction
- Prix Frantz-Jourdain de la Société des Gens de Lettres en 1920[11].